# Fernand Nicolaÿ
Jules-Fernand Nicolaÿ, né à Paris (ancien 11e arrondissement) le 12 février 1848 et mort le 21 novembre 1922, est un avocat, essayiste et conférencier catholique français de la fin du XIXe siècle et du début du XXe siècle.

## Biographie
Jules-Fernand Nicolaÿ est le fils d'un professeur de lettres originaire de Boulogne-sur-Mer, Pierre-Louis-Émile Nicolaÿ (1812-1890). Descendant de tonneliers artésiens puis boulonnais, ce dernier n'a vraisemblablement aucun lien de parenté avec les marquis et comtes de la maison de Nicolaï. Fernand Nicolaÿ héritera de son père une propriété correspondant à une grande partie de l'ancien camp de Boulogne, auquel il consacrera une étude historique.
Après avoir suivi les cours de la faculté de droit tout en assistant à ceux de la Sorbonne et du Collège de France, Fernand Nicolaÿ devient avocat à la cour d'appel de Paris en 1872. Défenseur, entre autres, des intérêts d'Albert de Mun, de l'archevêque de Paris et du Pèlerin, il est régulièrement sollicité par les autorités ecclésiastiques, qu'il conseille juridiquement lors de leur lutte contre les mesures anticléricales prises par les républicains à partir de 1880. Il conteste ainsi la légalité des décrets du 29 mars 1880 sur les congrégations, celle de la loi Goblet excluant les congréganistes des écoles publiques, celle des poursuites contre les Assomptionnistes, ou encore celle de la suspension des traitements des ecclésiastiques.
Nicolaÿ est en effet un catholique militant, d'opinions cléricales et antimodernistes. Membre de la Corporation des publicistes chrétiens et, pendant dix ans, du bureau de la Ligue nationale contre l'athéisme, il est l'un des conférenciers du mouvement « pour la défense des libertés religieuses et des droits des pères de famille » au mois de mai 1880, l'un des orateurs du congrès catholique de 1888 ainsi que l'auteur d'ouvrages où transparaissent ses conceptions conservatrices, patriarcales et paternalistes. Le pape Pie X lui-même apprécie « ses œuvres si profondément catholiques » et le nomme commandeur de l'Ordre de Saint-Grégoire-le-Grand. Nicolaÿ s'oppose notamment à la légalisation du divorce, qu'il considère comme « le sacrement de l'adultère », et milite pour la réintégration des sœurs dans les hôpitaux civils. Il développe également ses idées à l'occasion de nombreuses conférences, écrit dans plusieurs journaux conservateurs et rédige des brochures. L'une d'elles, publiée en 1875, prône un système de vote plural accordant des voix supplémentaires aux électeurs diplômés, aux pères de famille et aux contribuables importants.
Le 28 mai 1881, il épouse Alice-Marie-Rose-Albertine Gripon (1861-1923), fille du notaire Maxime Gripon. Le couple Nicolaÿ, fidèle de l'église Saint-Thomas-d'Aquin et domicilié au no2 de la rue de La Planche, aura cinq enfants, dont : Marie-Joseph-Émilie (1883-1960), qui épouse en 1903 le docteur René Le Fur ; Christian-Marie-Maxime-Fernand (1884-19??), qui entre dans les ordres ; Jean-Louis-Marie-François (1890-1959), avocat au Conseil d’État et à la Cour de cassation, père de Pierre Nicolaÿ ; et Germaine-Marie (1892-1976), qui épouse en 1918 l’ingénieur militaire Louis-Henri Bosquillon de Frescheville (1887-1970).
Primé à plusieurs reprises par l'Académie française et par l'Académie des sciences morales et politiques, Nicolaÿ s'adresse à cette dernière en mai 1914 afin de postuler au siège laissé vacant par la mort de Charles Waddington, mais c'est Ernest Seillière qui est élu au second tour du scrutin.

## Œuvres

### Principales œuvres de Fernand Nicolaÿ
- Les Enfants mal élevés : étude psychologique, anecdotique et pratique, Paris, Perrin, 1890 (ouvrage primé par l'Académie des sciences morales et politiques dans sa séance du 23 juillet 1892).
- Histoire des croyances, superstitions, mœurs, usages et coutumes, selon le plan du Décalogue, 3 volumes, Victor Retaux, 1901, prix Juteau-Duvigneaux de l’Académie française en 1902.
- Questions brûlantes, Paris, Victor Retaux, 1905.
- Napoléon Ier au camp de Boulogne, Paris, Perrin, 1907.
- Ce que les pauvres pensent des riches, Paris, Perrin, 1909 (ouvrage primé en 1911 par l'Académie française).
- Histoire sanglante de l'humanité, Paris, Téqui, 1909.
- La Vie compliquée : étude d'actualité, Paris, Perrin, 1912.
- L'Âme et l'instinct, l'homme, l'animal, d'après les dernières découvertes de la science, Paris, Perrin, 1922.